# Flagge der Salomonen
Die Flagge der Salomonen wurde am 18. November 1977 offiziell eingeführt.

## Bedeutung
Die fünf weißen Sterne stehen für die fünf Distrikte Central, Eastern, Malaita, Western und den Hauptstadtdistrikt Honiara zum Zeitpunkt der Unabhängigkeit der Salomonen. Einige dieser Distrikte wurden im Laufe der Zeit geteilt, die Anzahl der Sterne blieb jedoch unverändert. Blau steht für das Wasser, das die Distrikte umgibt, Gelb symbolisiert die Sonne und Grün repräsentiert das Land und dessen natürlichen Reichtum.

## Geschichte
Bevor die Salomonen ihre  Nationalflagge – im Jahr vor der Unabhängigkeit  – annahmen, verwendeten sie bereits vier andere Flaggen. Es handelte sich dabei jeweils um den britischen Blue Ensign mit einem entsprechenden Badge.

Flagge (1906–1947)
Flagge (1947–1956)
Flagge (1956–1966)
Flagge (1966–1977)

Im Juli des Jahres 1975 wurde ein Wettbewerb zur Schaffung einer Nationalflagge ausgeschrieben. Der siegreiche Entwurf zeigte im blauen Feld einen gelben Kreis mit einem Fregattvogel, umgeben von einer Kette. Dieser Entwurf fand jedoch bei der Bevölkerung keinen Anklang, und so wurde nach heftigen Diskussionen eine Vorstufe der heutigen Flagge geschaffen.

## Weitere Flaggen der Salomonen

Handelsflagge
Staatsflagge zur See
Seekriegsflagge